# Coniolepiota
Coniolepiota — рід грибів родини Agaricaceae. Назва вперше опублікована 2011 року.

## Класифікація
До роду Coniolepiota відносять 1 вид:
- Coniolepiota spongodes